# Christian-Frédéric Pfeffel
Pour les articles homonymes, voir Pfeffel.
Christian-Frédéric Pfeffel, né le 3 octobre 1726 à Colmar (Haut-Rhin) et mort le 19 mars 1807 à Paris, est un jurisconsulte et un diplomate alsacien.

## Biographie
Fils de Jean-Conrad Pfeffel (1682–1738), Christian-Frédéric Pfeffel est le frère aîné de l'homme de lettres Théophile Conrad Pfeffel. Son père était le fils d'un curé Johann Konrad Pfeffel (1636–1701).
Élève et collaborateur de l’historien Schoepflin, il le seconde dans la composition de son Alsatia illustrata. Il remplit ensuite très souvent des fonctions diplomatiques pour la Saxe, pour la France, pour les princes de Deux-Ponts. Pendant qu’il représentait le duc de Deux-Ponts auprès du duc de Bavière, il fut nommé directeur de la classe historique de l’Académie de Munich.
De 1768 à 1792, il fut jurisconsulte du roi pour les affaires étrangères à Versailles, à la suite de son père qui avait détenu cette charge de 1726 à 1738. Conseiller d’ambassade du roi de Pologne, électeur de Saxe, conseiller de légation de France à Ratisbonne et à Munich, il y a peu d’actes diplomatiques à la rédaction desquels il n’ait concouru.
La Révolution le trouva Stettmeister à Colmar ; il se retira à Deux-Ponts, puis à Nuremberg, et revint en France en 1800. À sa mort, il était membre de la commission mixte de l’octroi du Rhin et chevalier de la Légion d’honneur.
Il est l’auteur de plusieurs ouvrages juridiques.
Gendre d'Anna Catharina Bischoff épouse Gernler (1719-1787), connue comme la « momie/dame de la Barfüsserkirche » (ancienne église des Franciscains à Bâle), Pfeffel est un ancêtre du Premier ministre du Royaume-Uni, Alexander Boris de Pfeffel Johnson dit Boris Johnson.